# تامنیچ
تامنیچ (به صربی: Tamnič) یک منطقهٔ مسکونی در صربستان است که در نگوتین واقع شده‌است. تامنیچ ۳۴۹ نفر جمعیت دارد.